# Riemannova hypotéza

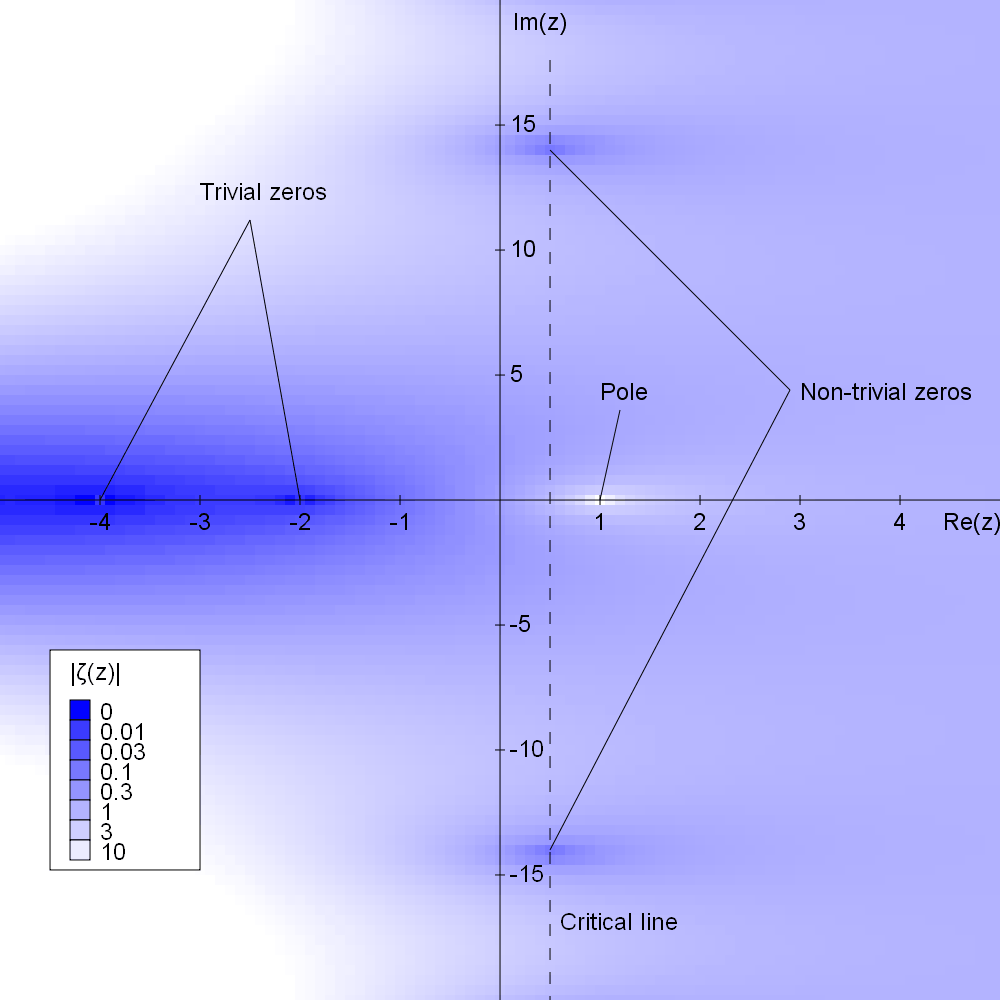
Grafické znázornění absolutní hodnoty Riemannovy zeta-funkce (čím tmavší barva, tím blíže k nule)

Riemannova hypotéza (také Riemannova zeta-hypotéza) je jeden z nejslavnějších a nejdůležitějších nevyřešených problémů současné matematiky. Poprvé byla formulována německým matematikem Bernhardem Riemannem v roce 1859. Dokázáním Riemannovy hypotézy by bylo vyřešeno velké množství hlubokých problémů z různých oblastí matematiky (zejména teorie čísel), nejen proto byla v roce 2000 zařazena mezi 7 nejdůležitějších nevyřešených matematických problémů nového tisíciletí (problémy tisíciletí). Dne 24. září 2018 prohlásil sir Michael Atiyah, že ji vyřešil, ale jeho pokus o důkaz neobstál.
Za vyřešení je vypsána odměna 1 milion dolarů.

## Matematická podstata
Riemannova hypotéza je domněnka o rozložení kořenů Riemannovy funkce zeta definované v celé komplexní rovině kromě bodu 1. Tato funkce má některé ze svých kořenů, triviální nulové body, v sudých záporných celých číslech. Kromě těchto kořenů existují ještě další, které se nazývají netriviální nulové body. Riemannova hypotéza je tvrzení:
Všechny netriviální nulové body Riemannovy zeta-funkce mají reálnou část rovnu 1/2.
Čísla, jejichž reálná část je rovna 1/2, tvoří v komplexní rovině přímku, která se nazývá kritická přímka.
Nejsilnějšími známými částečnými řešeními Riemannovy hypotézy jsou různé verze věty o kritické přímce, které říkají, že na kritické přímce se vyskytuje „hodně“ netriviálních nulových bodů.

## Netriviální nulové body
V roce 1900 byla s matematickou jistotou známa následující fakta o umístění netriviálních nulových bodů v komplexní rovině:
- Je jich nekonečně mnoho a všechny mají reálnou část mezi 0 a 1, přičemž krajní body vylučujeme.

Použijeme-li komplexní rovinu ke znázornění této situace, můžeme říci, že víme, že všechny netriviální nulové body leží v kritickém pásu.
Riemannova hypotéza je však daleko silnější tvrzení - totiž že všechny leží na kritické přímce.
- Nulové body se objevují v komplexně sdružených dvojicích.

Jinými slovy, je-li {\displaystyle z} nulový bod, je i {\displaystyle {\overline {z}}} nulový bod.
- Jejich reálné části jsou symetrické podle kritické přímky.

Tedy jestliže existuje nějaký nulový bod mimo kritickou přímku, pak jeho zrcadlový obraz podle kritické přímky je také nulovým bodem.